# Mesones de Isuela
Mesones de Isuela – gmina w Hiszpanii, w prowincji Saragossa, w Aragonii, o powierzchni 48,55 km². W 2011 roku gmina liczyła 318 mieszkańców.